# Chapon du Périgord
 (septembre 2022).
Le Chapon du Périgord est une viande officiellement enregistrée en Indication géographique protégée (IGP) depuis octobre 2016.

## Historique
Depuis le XIVe siècle, dans le Périgord, l'élevage de volailles s'est développé de façon notable[réf. nécessaire] et aujourd’hui l'objectif est de conserver la tradition de cet élevage basé sur le savoir-faire.
Le « Chapon du Périgord » est une volaille dite festive c'est-à-dire consommé en majorité pendant les périodes de fête. Cette volaille de chair charnue est abattue après une longue période d'élevage. Cette longue période permet d’obtenir des chapons avec une masse musculaire ferme et une viande « persillée ».

## Cahier des charges
L'origine géographique des produits est garantie par l'identification et la traçabilité des animaux vivants et des produits à chacune des étapes de production et d’élaboration.
| Les acteurs de la filière | Mettre en place des moyens d'identification et de traçabilité permettant la maîtrise et le contrôle de l’origine des produits. |
| Bâtiments                 | - Accès obligatoire à un parcours extérieur arboré - La taille maximale de chaque bâtiment est fixée à 400 m2 pour les bâtiments fixes et 150 m2 pour les bâtiments déplaçables. - 11 chapons / m² du 1er au 91e jour - 6,25 chapons / m² à partir du 92e jour |
| Sanitaire                 | Un vide sanitaire, après nettoyage et désinfection, est effectué avant de remettre des animaux dans le bâtiment. La durée = 14 jours au minimum. |

Certaines de ces clauses peuvent faire l'objet d'une suspension temporaire pour des motifs sanitaires, comme en novembre 2023 afin de lutter contre la propagation du virus influenza aviaire hautement pathogène (IAHP).

## Aire géographique
L'élevage, ainsi que l’abattage, la découpe, et le conditionnement du « Chapon du Périgord » s’effectuent dans l'aire géographique. L'IGP s'étend sur la totalité de la Dordogne et en partie sur 7 autres départements : la Charente, la Haute-Vienne, la Corrèze, le Lot, le Lot-et-garonne et une petite partie de la Gironde et de la Charente-Maritime. 

## Conditions de production

### Mise en place
À l'arrivée les poussins sont en bonne santé et vigoureux. 
Les poussins sont logés dans un bâtiment préchauffé et la litière est souple et propre. Dès le début de la production, ils ont accès à des points d’eau et l’alimentation. Par convention, le jour de leur arrivée les poussins sont âgés d'un jour. Les souches retenues pour la production des « Chapon du Périgord », ont été choisies par le groupement à la suite d'une délibération de son conseil d'administration. 
Les critères définis pour le choix de la souche ou du croisement de souches pour l'IGP « Chapon du Périgord » sont ainsi définis : 
- La seule espèce de volaille autorisée est le « Gallus Gallus Domesticus » , nom scientifique des poules;
- Les croisements de souches utilisés pour la fourniture des poussins sont des souches rustiques à croissance lente ;
- les souches retenues pour la production du «Chapon du Périgord» à chair jaune sont de type cou nu ;
- le choix de la souche ou du croisement de souches doit permettre, dans les conditions d’élevage, d’alimentation et de conduite définies par l'IGP, l’obtention d’une volailles à chair ferme, bien couverte, avec une masse musculaire très développée et répartit homogènement, pour atteindre des poids de carcasses bien précis au moment de l'abattage. Une attention toute particulière est portée à l’homogénéité extérieur de l’animal, à l’état d’engraissement des carcasses et la qualité de leur présentation.

Une liste a été établie par le groupement pour y circonscrire l’ensemble des souches utilisable pour produire du «Chapon du Périgord». Tout cela est vérifié par un organisme de contrôle. Cette liste est envoyés à tous les acteurs de la filière (sélectionneurs, accouveurs, éleveurs, groupement de production et abatteurs) ainsi qu’à l’organisme de contrôle et aux autorités compétentes.

### Alimentation et conduite alimentaire
Pendant toute la durée d’élevage, les aliments qui sont distribués sont composés uniquement de végétaux, minéraux et vitamines. Parmi les végétaux il y a obligatoirement présence dans le mélange de maïs (avec un taux variable en fonction de l’âge des animaux), au moins une autre céréale (blé, orge, triticale, sorgho, avoine) et des protéagineux pour équilibrer la ration.
L’aliment est distribué soit sous la forme de miettes ou de farine ou encore de granulés. Les céréales peuvent être incorporé à la ration en grain entier ou aplatis. Les sous produits de céréales de grain entier peuvent entrer dans la composition de l'aliment. 
Durant le cycle d’élevage il convient de différencier quatre phases correspondant à des besoins physiologiques différents pour les poussins/volailles.
Tout d’abord, la « phase de démarrage » du 1er jour au 28e jour. L'aliment est composé au minimum de 50 % de céréales (céréales et sous-produits de céréales). Parmi les céréales sont présents obligatoirement le maïs et au moins une autre céréale à paille (blé, orge, triticale, avoine) ou le sorgho. Dans ce mélange de céréales le taux minimal de maïs (en poids) est fixé à 25 % pour le chapon jaune, et 15 % pour le chapon blanc. 
Ensuite, il y a la « phase de croissance », du 29e jour au 52e jour. L’aliment croissance est composé (en poids) au minimum de 70 % de céréales en mélange (céréales et sous-produits de céréales). Parmi les céréales sont présents obligatoirement le maïs et au moins une autre céréale à paille (blé, orge, triticale, avoine) ou le sorgho. Dans ce mélange de céréales le taux minimal de maïs (en poids) est fixé à 30 % pour le chapon jaune et 15 % pour le chapon blanc.
Puis, la phase de finition, du 53e jour au 81e jour. Les volailles profitent au maximum du parcours. L’aliment finition est composé (en poids) au minimum de 80% de céréales en mélange (céréales et sous-produits de céréales). Parmi les céréales sont présents obligatoirement le maïs et au moins une autre céréale à paille (blé, orge, triticale, avoine) ou le sorgho. Dans ce mélange de céréales le taux minimal de maïs (en poids) est fixé à 30 % pour le chapon jaune et 15 % pour le chapon blanc.
Enfin, la phase d’engraissement spécifique, au-delà de 81 jours et jusqu’à 150 j minimum. Au cours de cette période les chapons développent leur état d'engraissement. Ils reçoivent un aliment, composé (en poids) au minimum de 40 % de maïs pour le chapon jaune et 15% de maïs pour le chapon blanc ; la plus faible proportion de maïs étant compensée par un taux de céréales à paille (blé, orge, triticale, avoine) ou sorgho plus important. La complémentation, avec de l’argile (bentonite), est systématique dans chaque type d’aliment dès la phase de démarrage. Son niveau d’incorporation dans l’aliment est fixé à 2 kg / tonne au minimum. 

### Mode de conduite
Dès que les conditions climatiques sont favorables (temps ensoleillé, absence de vent fort ou de neige), les jeunes Chapon sont incités à sortir sur les parcours extérieurs. Les parcours sont collés aux bâtiments d’élevage ce qui permet aux volailles d'avoir un accès libre et constant entre le bâtiment et l’extérieur. La température du bâtiment est très surveillée par l’éleveur pour éviter le refroidissement ambiant lors de forte pluie ou de température très basse. Il intervient pour faire rentrer les jeunes volailles dans le bâtiment et maintenir la température. 
Les volailles sont alimentées à volonté, dans des mangeoires et abreuvoirs, à leur hauteur. Le chaponnage (castration) chirurgical est pratiqué au maximum à l'âge de 63 jours. L'opération n’a lieu que sur des animaux en bonne santé et dans des conditions d’hygiène optimales. Les animaux destinés au chaponnage peuvent être maintenus en bâtiment 2 jours avant l’opération et 6 jours après. 
Pour finir leur phase d’engraissement, les chapons sont maintenus dans le bâtiment pendant une période de 2 semaines minimum sauf en cas d’apparition de signes d’agressivité. Cette phase commence au plus tôt le 125ème jour et ne peut dépasser 4 semaines.

### Conditions d’enlèvement et de transport vers l’abattoir
Les volailles sont mises à jeun par l’éleveur un jour avant l’enlèvement. Cela permettra une bonne vidange du tube digestif. Au cours de l’attrapage, fait de préférence la nuit ou dans la pénombre, les chapons sont manipulés dans le calme. Le transport est organisé pour réduire au maximum le temps de transport des volailles dans le camion et pour ainsi diminuer le stress et l’inconfort.  La durée de transport ne peut dépasser 3h. Une attention particulière est apportée à l’aération dans les véhicules de transport. L’abattage doit être réalisé dans un délai maximal de 12 h après la fin de l’enlèvement des animaux.

### Découpe des produits
La découpe des chapons doit être effectué dans un temps maximum de 72 heures après l’abattage, et dans un délai minimal de 6 heures après la mise en ressuage. Pour la découpe, seules les carcasses ayant atteint les 4 °C, donc la température de ressuage, peuvent être découper. Par convention l’entassement des carcasses est interdit. Les pièces de découpe sont sélectionnées lors de l’étape de découpe et cela selon les critères réglementaires de la classe A. Le conditionnement d’un «  Chapon du Périgord » peut être sous film, sous vide ou bien sous atmosphère protectrice. 

### Présentation des produits
Les abattoirs du Périgord ont développé des savoir-faire spécifiques de tri et de présentation pour la sélection des carcasses, notamment la présentation dite en « méti-fait » : volaille plumée éviscérée, avec la tête repliée sous l’aile.

### Surgélation des produits
Seuls les chapons respectant les critères de produits frais préétablis, peuvent être surgelés. La surgélation peut être fait mais dans un délai de 24 h maximum après l’abattage. Elle se fait à sec, avec l'aide d'un tunnel de surgélation ou bien d’une cellule de surgélation (dont la température est inférieure ou égale à -35 °C). L’équipement doit permettre une descente en température, à cœur des volailles, inférieure ou égale à -18 °C dans un délai maximum de 12 heures pour les pièces entières dont le poids est supérieur ou égal à 2,5 kg. Ou de 1 heure 30 pour les pièces découpées dont le poids est inférieur à 1,6 kg. Ou encore 2 heures pour des pièces découpées dont le poids est supérieur ou égal à 1,6 kg.
La date limite d'utilisation optimale (DLUO) des produits surgelés ne peut dépasser 10 mois pour le « Chapon du Périgord ».